# Saint-Laurent-du-Pape
Pour les articles homonymes, voir Saint-Laurent et Pape (homonymie).
Saint-Laurent-du-Pape est une commune française, située dans le département de l'Ardèche en région Auvergne-Rhône-Alpes.
Durant l'Ancien Régime, la paroisse de Saint-Laurent se situait dans la province du Vivarais et dépendait de la seigneurie de Pierregourde dont le château, situé sur le territoire de Gilhac-et-Bruzac, et dont il ne reste que des ruines, domine le village et sa vallée.
La commune adhère à la communauté de communes des Confluences Drôme Ardèche jusqu'en 2013, puis adhère au 1er janvier 2014, à la communauté d'agglomération Privas Centre Ardèche qui regroupe quarante-deux communes, toutes situées en Ardèche et dont le siège est à Privas.

## Géographie

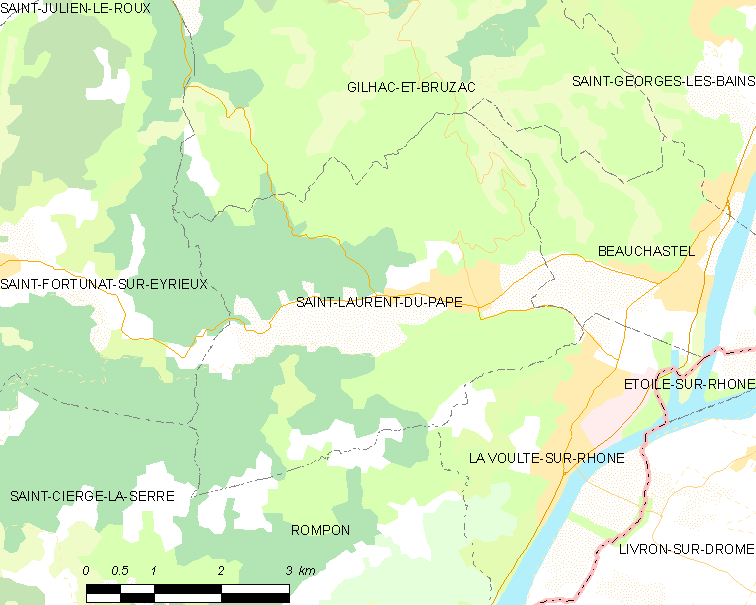
Plan du territoire de Saint-Laurent du-Pape

### Situation
Le territoire communal est situé en Ardèche, dans l'arrondissement de Privas. Le bourg central est installé dans le bassin occidental de l'Eyrieux, un affluent de la rive droite du Rhône, non loin de sa confluence située dans la commune voisine de Beauchastel, en limite de La Voulte-sur-Rhône.
Le centre du bourg de Saint-Laurent-du-Pape est situé (par la route) à 123 kilomètres de la ville de Lyon, préfecture de la région Auvergne-Rhône-Alpes, à 115 kilomètres de Grenoble, à 206 kilomètres de Marseille et à 583 kilomètres de Paris.
Le bourg central est également situé à 25 kilomètres de Privas, préfecture du département de l'Ardèche.

### Description
Saint-Laurent-du-Pape est une petite agglomération de 1 634 habitants. Le bourg central se situe à proximité de l'unique pont franchissant l'Eyrieux, rivière qui sépare le territoire communal en deux parties : la partie nord (en rive gauche de l'Eyrieux) où se concentre la majeure partie de la population comprend, outre le bourg, son église et son temple, de nombreux hameaux épars, la plupart situés le long de la route qui longe cette rivière et la partie sud (en rive droite de l'Eyrieux) peu peuple et très rural.

### Géologie et relief
Le territoire communal se situe au débouché de l'Eyrieux, rivière qui draine le rebord ouest du plateau des Cévennes. Cela correspond à la bordure orientale du socle cristallin du massif central, les sites du bourg central et de ses principaux hameaux, situés en aval du défilé de Pontpierre, reposent sur la plaine alluviale formée par cette affluent du Rhône, juste avant qu'il rejoigne le fleuve.

### Hydrographie
Saint-Laurent-du-Pape est traversé par une rivière, affluent du Rhône, mais son territoire est également sillonné par de nombreux ruisseaux qui la rejoignent au niveau du territoire de la commune :

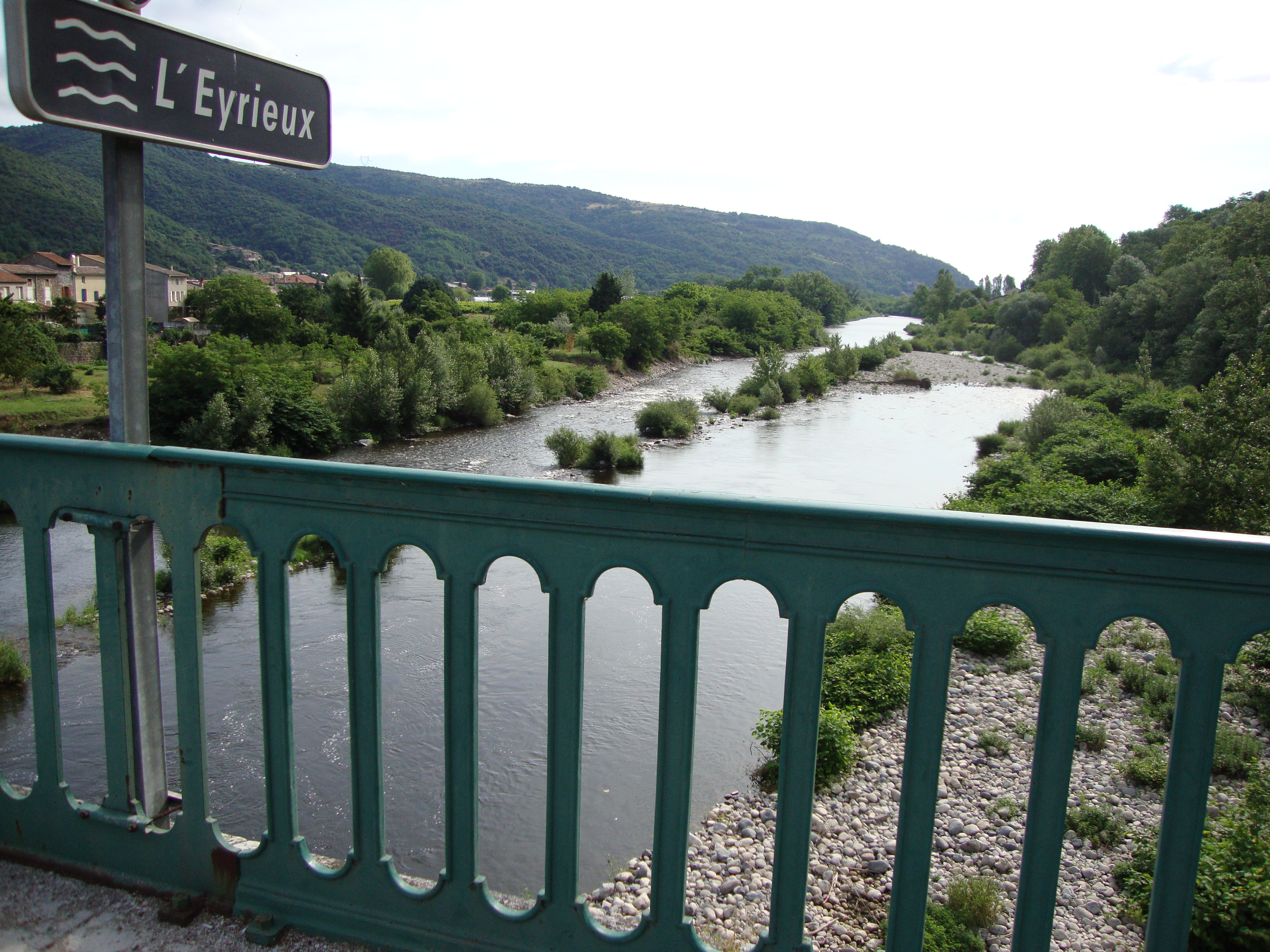
L'Eyrieux, vue du pont.

- L'Eyrieux est une rivière d'une longueur de 83,7 kilomètres, un affluent rive droite du Rhône et qui s'écoule depuis  les monts du Vivarais au nord de la région montagneuses des Boutières, avant de rejoindre la vallée du Rhône entre Valence et Montélimar[3]. la rivière qui traverse le centre du village peut présenter des débits extrêmement fluctuants, une crue exceptionnelle de cette rivière fut enregistrée le 10 septembre 1857, avec sept mètres de niveau d'eau enregistrée à Saint-Laurent-du-Pape soit 3 600 m3/s
- Le ruisseau de Thouac, d'une longueur de 3 kilomètres[4], est un affluent rive gauche de l'Eyrieux qu'il rejoint aux limites occidentales du territoire communal.
- Le ruisseau de Figuière, d'une longueur de 2,8 kilomètres[5], est un affluent rive gauche de l'Eyrieux. Celui-ci traverse le bourg central et rejoint la rivière en aval du pont de la commune.
- Le ruisseau de Baneirol, d'une longueur de 4 kilomètres[6], est un affluent rive gauche de l'Eyrieux. Celui-ci atteint cette rivière en amont du bourg central.
- Le ruisseau de Cleissac, d'une longueur de 1,6 kilomètre[7], est un affluent rive droite de l'Eyrieux qu'il rejoint entre les hameaux de Clessac et de Raymond.
- Le ruisseau de la Crotte, d'une longueur de 7,6 kilomètres[8], est un affluent rive gauche de l'Eyrieux qu'il rejoint au niveau d'un hameau au nom identique.
- Le ruisseau de Taphanel, d'une longueur de 4,4 kilomètres[9], est un affluent rive gauche de l'Eyrieux. Celui-ci atteint cette rivière au niveau du domaine d'Hauteville.
- Le ruisseau de Chabrier, d'une longueur de 1,2 kilomètre[10], est un affluent rive droite de l'Eyrieux qu'il rejoint au hameau de Royas.

### Climat
Pour des articles plus généraux, voir Climat d'Auvergne-Rhône-Alpes et Climat de l'Ardèche.
En 2010, le climat de la commune est de type climat méditerranéen altéré, selon une étude du CNRS s'appuyant sur une série de données couvrant la période 1971-2000. En 2020, Météo-France publie une typologie des climats de la France métropolitaine dans laquelle la commune est dans une zone de transition entre le climat de montagne et le climat méditerranéen et est dans la région climatique Moyenne vallée du Rhône, caractérisée par un bon ensoleillement en été (fraction d’insolation > 60 %), une forte amplitude thermique annuelle (4 à 20 °C), un air sec en toutes saisons, orageux en été, des vents forts (mistral), une pluviométrie élevée en automne (250 à 300 mm).
Pour la période 1971-2000, la température annuelle moyenne est de 13 °C, avec une amplitude thermique annuelle de 17,6 °C. Le cumul annuel moyen de précipitations est de 1 033 mm, avec 6,6 jours de précipitations en janvier et 5 jours en juillet. Pour la période 1991-2020, la température moyenne annuelle observée sur la station météorologique installée sur la commune est de 13,6 °C et le cumul annuel moyen de précipitations est de 1 027,6 mm,. Pour l'avenir, les paramètres climatiques de la commune estimés pour 2050 selon différents scénarios d'émission de gaz à effet de serre sont consultables sur un site dédié publié par Météo-France en novembre 2022.
| Mois                                  | jan.            | fév.           | mars            | avril           | mai             | juin           | jui.          | août          | sep.           | oct.          | nov.            | déc.             | année    |
| ------------------------------------- | --------------- | -------------- | --------------- | --------------- | --------------- | -------------- | ------------- | ------------- | -------------- | ------------- | --------------- | ---------------- | -------- |
| Température minimale moyenne (°C)     | 1,1             | 1,3            | 3,9             | 6,6             | 10,4            | 14,2           | 16,2          | 15,8          | 12,4           | 9,4           | 5               | 2                | 8,2      |
| Température moyenne (°C)              | 5               | 5,9            | 9,6             | 12,6            | 16,7            | 20,7           | 23,1          | 22,7          | 18,5           | 14,3          | 9               | 5,5              | 13,6     |
| Température maximale moyenne (°C)     | 8,8             | 10,5           | 15,3            | 18,6            | 22,9            | 27,2           | 30            | 29,6          | 24,6           | 19,2          | 12,9            | 9,1              | 19,1     |
| Record de froid (°C) date du record   | −21 06.01.1971  | −15 14.02.1956 | −10 01.03.05    | −3,1 08.04.21   | −0,5 05.05.1991 | 3,4 03.06.1975 | 7 06.07.1965  | 4 31.08.1957  | 0,5 16.09.1957 | −3 31.10.1950 | −8,5 28.11.1985 | −15,4 28.12.1962 | −21 1971 |
| Record de chaleur (°C) date du record | 21,4 15.01.1952 | 24 23.02.1990  | 26,5 25.03.1994 | 29,8 09.04.1961 | 35 21.05.22     | 40,6 28.06.19  | 43 04.07.1950 | 42,9 12.08.25 | 37 01.09.1961  | 30,1 10.10.23 | 24,2 02.11.1970 | 24,1 24.12.1952  | 43 1950  |
| Précipitations (mm)                   | 71,6            | 50,2           | 54,8            | 81,9            | 92,8            | 61,2           | 59,9          | 77,2          | 112            | 151,5         | 142,8           | 71,7             | 1 027,6  |

### Voies de communications

#### Voies routières
Le territoire de la commune est traversé trois routes départementales dont voici la liste exhaustive :
1. la route départementale 120 (RD 120) qui traverse le bourg central en franchissant l'unique pont de la commune, relie la commune de La Voulte (hameau du Perrou) à la commune de Saint-Agrève, en passant par les communes de Le Cheylard et de  Saint-Martin-de-Valamas.
2. la route départementale 21 (RD 21) qui rejoint la RD 120 dans le bourg central, relie la commune de Beauchastel à la commune de Saint-Agrève en passant par la commune de Vernoux-en-Vivarais.
3. la route départementale 266 (RD 266) qui commence au bourg central de Saint-Laurent, relie la commune au hameau de Bruzac située dans la commune de Gilhac-et-Bruzac, et rejoint la RD232.

#### Voie cyclable
La Dolce Via
L'ancienne ligne de voie ferrée du réseau du Vivarais de la compagnie de chemins de fer départementaux "La Voulte sur Rhône - Le Cheylard" empruntait la vallée de l'Eyrieux a été fermée définitivement le 31 octobre 1968. Déferrées puis réaménagées, en une série de voies consacrée aux balades à pied, à la pratique du vélo et du cheval et dénommé sous l'appellation de "La Dolce Via" et dont le réseau s'étend sur environ 90 kilomètres entre Saint-Agrève, Lamastre et Beauchastel.
Cette voie traverse le territoire communal sur la rive droite de l'Eyrieux, selon un axe est-ouest, depuis la commune de Beauchastel et longe la rivière jusqu'au défilé de Pontpierre pour rejoindre la commune de Saint-Fortunat-sur-Eyrieux.

### Transports publics

#### Ligne d'autocars
Le réseau régional d'autocars Le Sept qui comprend vingt lignes assure le transport de milliers de voyageurs dans le département de l'Ardèche, en dehors des agglomérations doté d’un réseau urbain local. L’exploitation de ce réseau géré par le conseil régional d'Auvergne-Rhône-Alpes est confiée à des transporteurs privés. La commune est desservie par une de ces lignes :
| Lignes      | Dessertes                                                                        | Transporteur |
| ----------- | -------------------------------------------------------------------------------- | ------------ |
| Ligne no 12 | Valence (Drôme) ↔ La Voulte ↔ Saint-Laurent-du-Pape ↔ Les Ollières ↔ Le Cheylard | Privé        |

En 2018, cette ligne assure cinq arrêts réguliers sur le territoire : Thoac, Centre, Hautussac, Beaumazet et Hauteville.

#### Autres transports
La gare de voyageurs la plus proche de la commune est la gare de Livron desservie par la ligne de Paris - Lyon à Marseille-Saint-Charles, située à environ huit kilomètres de la commune.

## Urbanisme

### Typologie
Au 1er janvier 2024, Saint-Laurent-du-Pape est catégorisée petite ville, selon la nouvelle grille communale de densité à 7 niveaux définie par l'Insee en 2022.
Elle appartient à l'unité urbaine de La Voulte-sur-Rhône, une agglomération intra-départementale dont elle est une commune de la banlieue,. Par ailleurs la commune fait partie de l'aire d'attraction de Valence, dont elle est une commune de la couronne,. Cette aire, qui regroupe 71 communes, est catégorisée dans les aires de 200 000 à moins de 700 000 habitants,.

### Occupation des sols
L'occupation des sols de la commune, telle qu'elle ressort de la base de données européenne d’occupation biophysique des sols Corine Land Cover (CLC), est marquée par l'importance des forêts et milieux semi-naturels (77,1 % en 2018), en augmentation par rapport à 1990 (75,9 %). La répartition détaillée en 2018 est la suivante : 
forêts (74,5 %), cultures permanentes (10,6 %), prairies (4,2 %), zones urbanisées (4,1 %), zones agricoles hétérogènes (4 %), milieux à végétation arbustive et/ou herbacée (2,6 %).
L'évolution de l’occupation des sols de la commune et de ses infrastructures peut être observée sur les différentes représentations cartographiques du territoire : la carte de Cassini (XVIIIe siècle), la carte d'état-major (1820-1866) et les cartes ou photos aériennes de l'IGN pour la période actuelle (1950 à aujourd'hui).

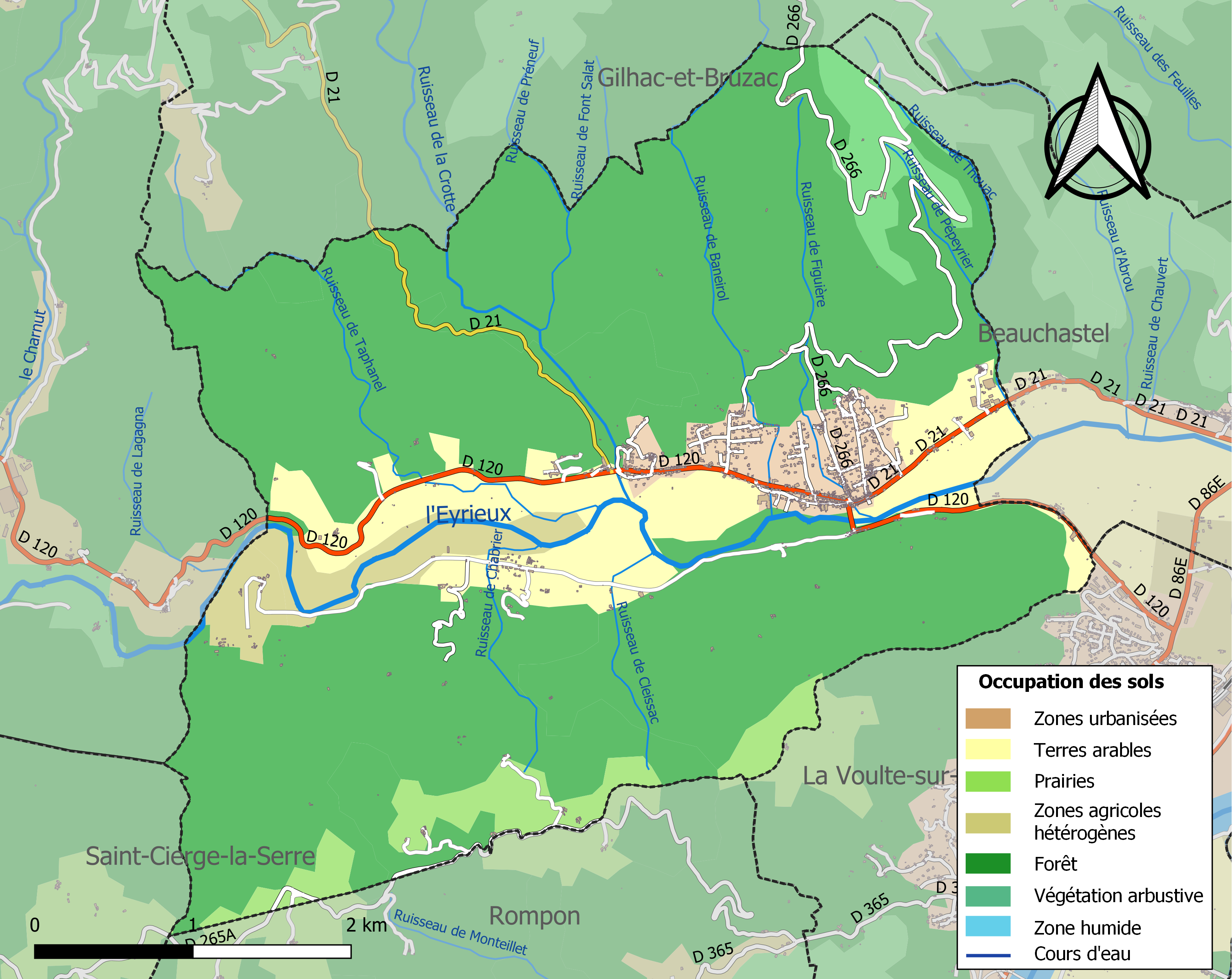
Carte des infrastructures et de l'occupation des sols de la commune en 2018 (CLC).

### Lieux-dits, hameaux et écarts
Voici, ci-dessous, la liste la plus complète possible des divers hameaux, quartiers et lieux-dits résidentiels urbains comme ruraux, ainsi que les écarts qui composent le territoire de la commune de Saint-Laurent-du-Pape, présentés selon les références toponymiques fournies par le site géoportail de l'Institut géographique national.
| - Thoac - les Près - Prioron - Pépeyriet - Haut Peypériet - Boulon - Roussel - Baumier - Brunel - Brion - Léouzée - Domaine d'Hauteville | - le Bousquet (château) - le Pont de Gilhac - Hautussac - Lauve blanc - les Plantas - Bégouier - Baumazet - Vesseaux - Narboussière - Chironbel - Taphanel - Terra | - Semensa - Barneire - la Riaille - Jallat - Pierrechargeat - Vernet - la Fustière - Planche - Blanchons - Martal - Royas - Gally | - Mont Champ - Clessac - Reymond - Perpaud - Chambaud - Fontbonne - Prieuron - Valentin - Feroussier - Fontenet - Trainière - Prioron |

### Risques naturels

#### Risques sismiques
La totalité du territoire de la commune de Saint-Laurent-du-Pape est situé en zone de sismicité no 3 (sur une échelle de 1 à 5), comme la plupart des communes situées dans la vallée du Rhône.
| Type de zone | Niveau            | Définitions (bâtiment à risque normal) |
| ------------ | ----------------- | -------------------------------------- |
| Zone 3       | Sismicité modérée | accélération = 1,1 m/s2                |

### Eau et assainissement
L’assainissement collectif et non collectif de la commune est géré par la communauté d'agglomération Privas Centre Ardèche.

## Toponymie
Le nom de la commune est composé de deux termes ayant chacun leur propre origine et signification :
Saint-Laurent
la première partie du nom est lié à Laurent de Rome né en Hispanie romaine. La date de son martyre, qui correspond à sa fête liturgique : le 10 août 258 et l'église de la paroisse y fut dédié. Le hameau situé autour de l'église pris ce nom.
Pape
la seconde partie du nom est lié à la présence d'un moulin dénommé « Moulin du Pape » qui ensuite a donné son nom à un hameau, situé au bord de l'Eyrieux, non loin du bourg. La fusion de ces deux hameaux fut la conséquence directe du nom de la commune.

## Histoire

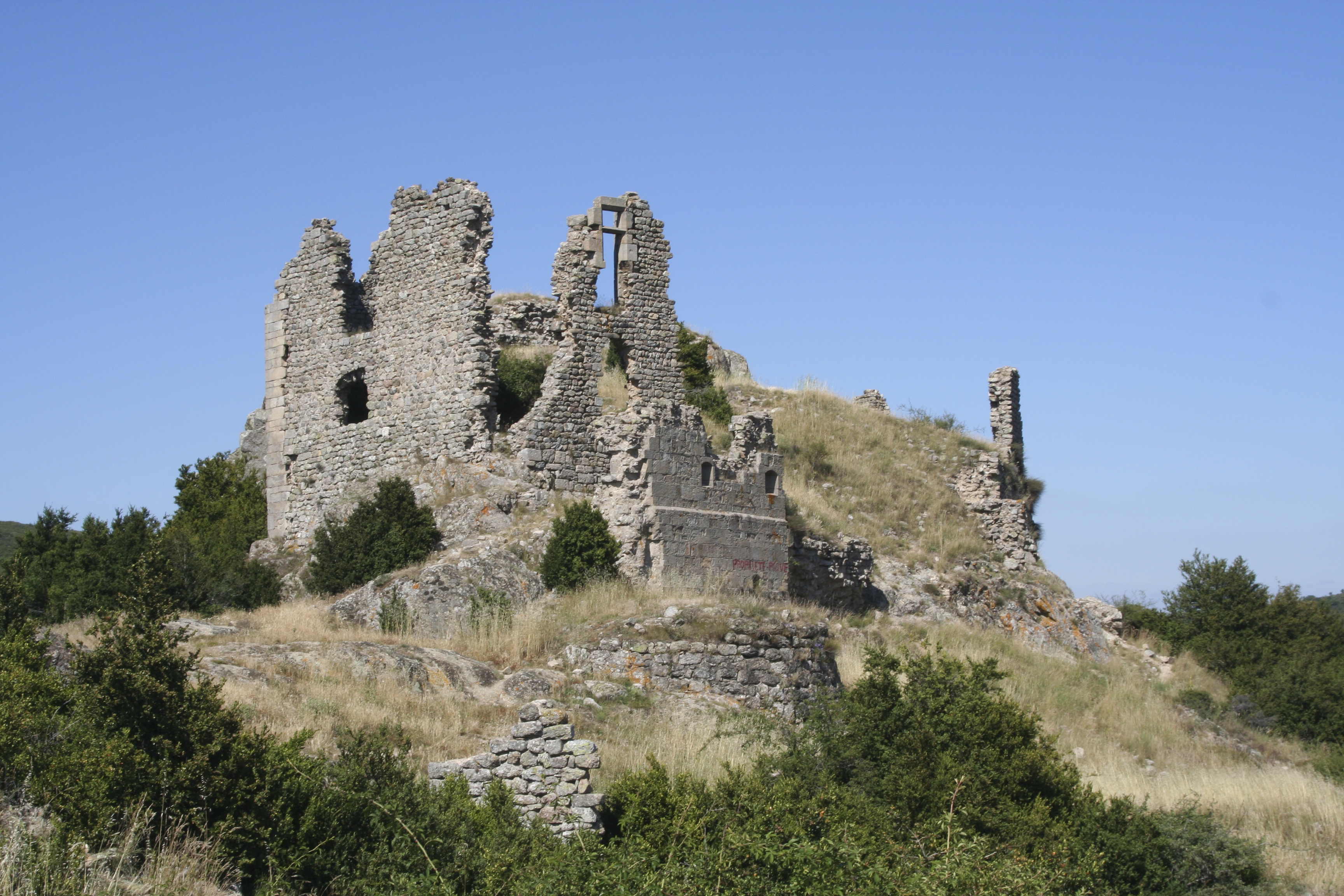
Château médiéval de Pierregourde.

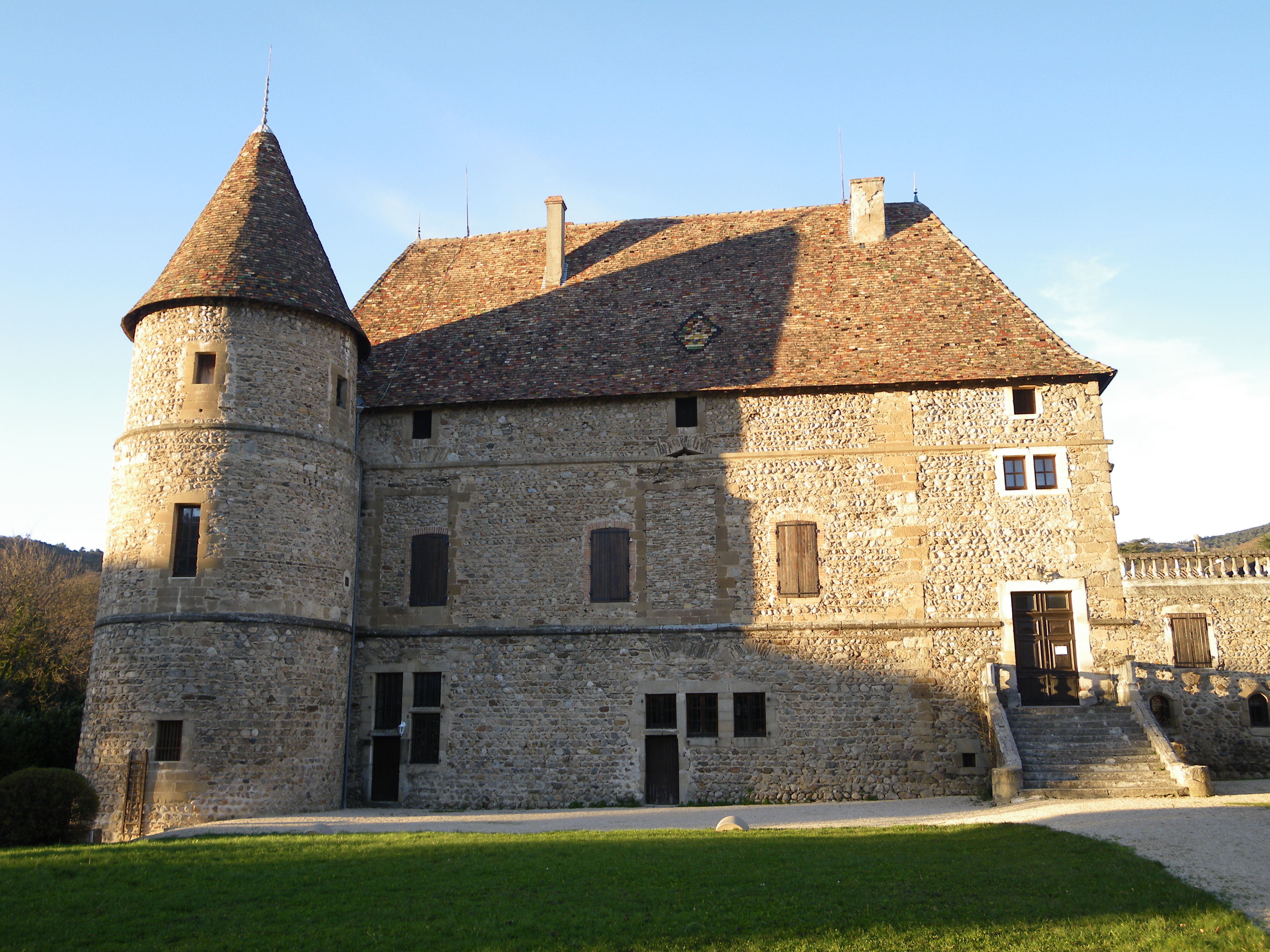
Château renaissance du Bousquet

### Préhistoire et Antiquité
Pour l'écrivain et naturaliste romain du Ier siècle, Pline, la région autour de Valentia se nomme « regio Segovellaunorum ».
Il s'agit d'un peuple gaulois nommé les Segovellaunes, à l’époque préromaine et qui était, géographiquement, situé de part et d'autre du Rhône moyen avec toute la plaine de Valence, l'actuel Valentinois.
Si l'on considère l'oppidum du Malpas (Soyons) comme chef-lieu, le vaste domaine des Segovellaunes devait également s'étendre à l’ouest, sur la rive droite du Rhône, dans la région montagneuse comprise entre l’Eyrieux et le Doux, dans l'actuel Haut-Vivarais. Le découpage du diocèse médiéval de Valence plaide en ce sens.
Le territoire des Helviens, proche du site de l'actuelle commune s'étendait uniquement dans la partie sud de l'actuel département de l'Ardèche

### Moyen Âge
Durant l'époque médiévale, les seigneurs de Pierregourde qui régissent le territoire de la basse vallée de l'Eyrieux sont également seigneurs de Beauchastel. Du XIIIe siècle au XVe siècle, les seigneurs de Pierregourde se prénomment tous Hugon et se lient avec les familles aristocratiques de la région par de nombreux mariages.

### Temps Modernes

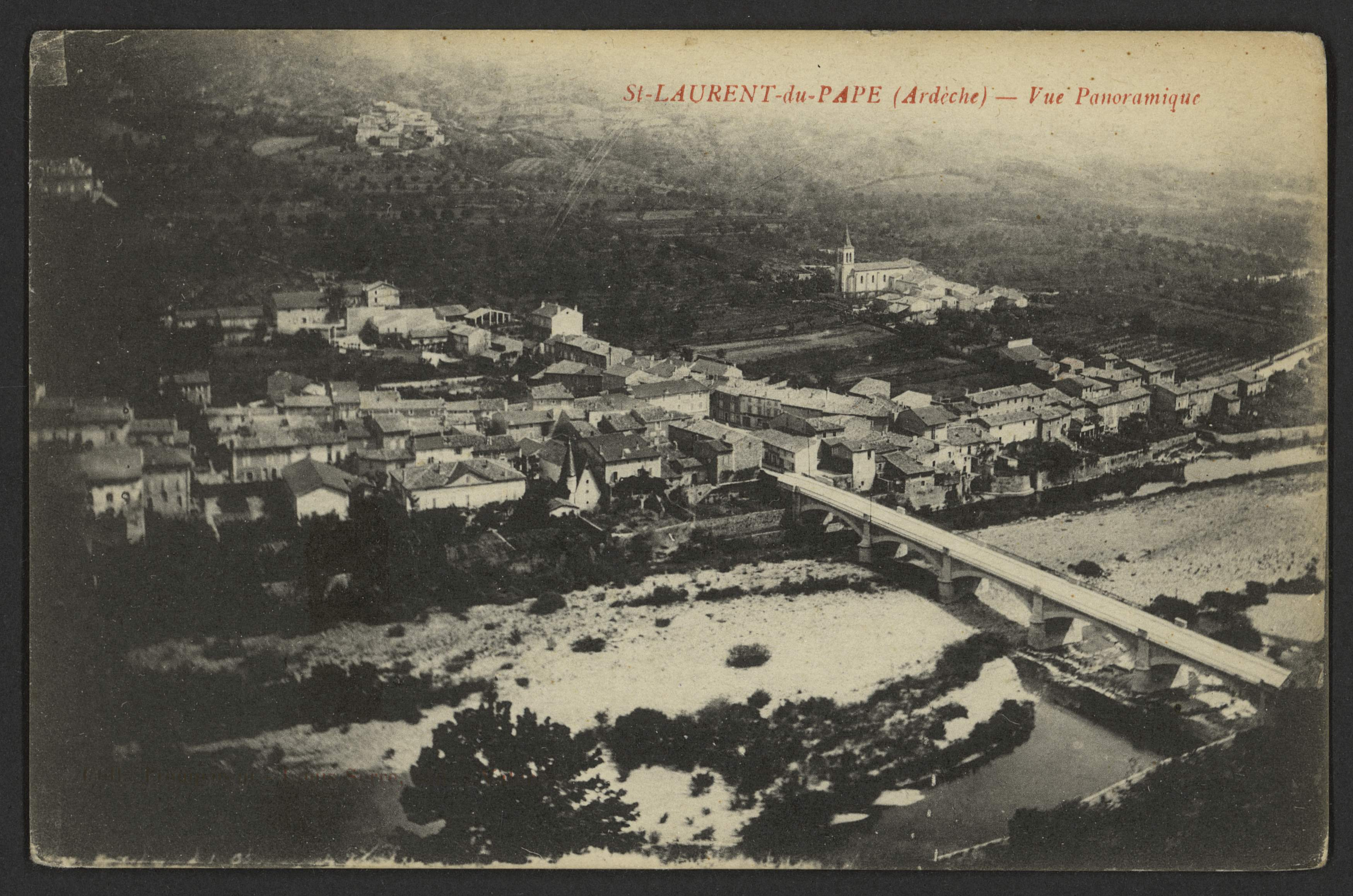
Saint-Laurent-du-Pape et son nouveau pont au début du XXe siècle.

Le château de Pierregourde sera abandonné après les guerres de Religion qui secouent la France et qui dévaste cette partie du Vivarais. Alexandre de La Marette, seigneur de Pierregourde, fait construire le château du Bousquet dont la partie principale sera achevée vers 1590.
Au XVIIIe siècle L'intendance de la province royale du Languedoc décide de faire construire un pont sur l'Eyrieux au niveau du bourg, plutôt qu'à Beauchastel. Sa construction est entreprise entre 1756 et 1767. Ce pont, détruit par une crue en 1890, comprenait deux culées et six piles accompagné d'une petite rampe d'accès sur la rive gauche de la rivière et permettant le passage du canal de fuite d'un moulin à eau situé en amont. Ce pont permit à la route royale de traverser le village, d'une rive à l'autre, sous l'Ancien Régime.

### Époque contemporaine
Une crue de l'Eyrieux emporte le vieux pont le 23 septembre 1890, Dès lors les visiteurs venant du sud du département sont obligés d'emprunter le pont suspendu de Beauchastel. La construction d'un nouveau pont comprenant cinq arches est très vite lancée.
Pendant la guerre de 1914-1918, l'Ardèche et particulièrement Saint-Laurent-du-Pape accueillent des civils venant des zones de conflits, principalement de la Lorraine et de l'Alsace, des prisonniers de guerre ennemis (dès septembre 1914, accueil contraint) et des militaires blessés, car c'est un territoire éloigné des zones de combat.
Jusqu'en 2013, un jeune Poilu originaire de Saint-Laurent-du-Pape d'à peine 20 ans en 1914, Fernand Terras, a fait partie des 350 000 disparus de la Première Guerre mondiale. Sa dépouille a été retrouvée à l'été 2013 par l'association La Main de Massige, à Perthes-lès-Hurlus, dans la Marne. Sa plaque militaire a permis de l'identifier. Une cérémonie a été organisée dans la commune en octobre 2014, où étaient réunis notamment ses descendants, ainsi que le député de l'Ardèche, le maire, et le représentant du ministère de la Défense et du secrétaire d’État aux Anciens combattants.
Durant la Seconde Guerre Mondiale, l'Ardèche et Saint-Laurent-du-Pape sont envahis dès 1940 et seront occupés par l'armée allemande de 1942 à 1944.
À l'issue de la guerre, deux Papins recevront le titre le "Justes de France", Madeleine et Roland Tartier.

## Politique et administration

### Administration municipale
Le conseil municipal de Saint-Laurent-du-Pape est composé de dix-neuf membres dont neuf hommes et dix femmes. Ce conseil comprend un maire, trois adjoints au maire et quinze conseillers municipaux.
Deux délégués communautaires titulaires, élus par les électeurs de Saint-Laurent-du-Pape, représentent la commune à la communauté d'agglomération Privas Centre Ardèche.

### Tendances politiques et résultats

#### Élections présidentielles
Les élections présidentielles de 2017 indiquent une mobilisation des électeurs plus forte pour la commune, par rapport au corps électoral français. Les résultats par candidats est sensiblement identique au résultat national.
| Candidat           | 1er tour              | 1er tour | 2e tour               | 2e tour  |
| Candidat           | Saint-Laurent-du-Pape | National | Saint-Laurent-du-Pape | National |
| ------------------ | --------------------- | -------- | --------------------- | -------- |
| Emmanuel Macron    | 22,98 %               | 24,01 %  | 63,43 %               | 66,10 %  |
| François Fillon    | 18,84 %               | 20,01 %  |                       |          |
| Jean-Luc Mélenchon | 20,5 %                | 19,58 %  |                       |          |
| Marine Le Pen      | 21,43 %               | 21,25 %  | 36,57 %               | 33,90 %  |
| Benoît Hamon       | 7,87 %                | 6,36 %   |                       |          |
| Votants            | 83,81 %               | 77,77 %  | 80,1 %                | 74,56 %  |

### Liste des maires
| Période                                  | Période                   | Identité          | Étiquette              | Qualité                        |
| ---------------------------------------- | ------------------------- | ----------------- | ---------------------- | ------------------------------ |
| Les données manquantes sont à compléter. |                           |                   |                        |                                |
|                                          | octobre 1936              | Gaston Roussillon | Rad.                   |                                |
| octobre 1936                             | 1er novembre 1979 (décès) | Guy Fougeirol     | Rad., FGDS PS puis DVG | Agriculteur Conseiller général |
| novembre 1979                            | mars 1983                 | Adrien Mounier    |                        |                                |
| mars 1983                                | mars 2001                 | Claude Crumière   |                        |                                |
| mars 2001                                | 25 mai 2020               | Jean-Louis Civat  | DVG                    | Retraité de l'enseignement     |
| 25 mai 2020                              | En cours (au 6 août 2020) | Frédéric Garayt   | Sans étiquette         | Cadre                          |

### Jumelage
Selon l'annuaire publié par l'AFCCRE et le conseil des communes et régions d'Europe, consulté en avril 2019, la commune de Saint-Laurent-du-Pape n'est jumelée avec aucune autre commune européenne.

## Population et société

### Démographie
L'évolution du nombre d'habitants est connue à travers les recensements de la population effectués dans la commune depuis 1793. Pour les communes de moins de 10 000 habitants, une enquête de recensement portant sur toute la population est réalisée tous les cinq ans, les populations de référence des années intermédiaires étant quant à elles estimées par interpolation ou extrapolation. Pour la commune, le premier recensement exhaustif entrant dans le cadre du nouveau dispositif a été réalisé en 2005.

En 2022, la commune comptait 1 617 habitants, en évolution de +2,86 % par rapport à 2016 (Ardèche : +2,48 %, France hors Mayotte : +2,11 %).
| 1793 | 1800 | 1806 | 1821 | 1831  | 1836  | 1841  | 1846  | 1851  |
| ---- | ---- | ---- | ---- | ----- | ----- | ----- | ----- | ----- |
| 535  | 631  | 595  | 832  | 1 230 | 1 250 | 1 231 | 1 350 | 1 330 |

| 1856  | 1861  | 1866  | 1872  | 1876  | 1881  | 1886  | 1891  | 1896  |
| ----- | ----- | ----- | ----- | ----- | ----- | ----- | ----- | ----- |
| 1 281 | 1 301 | 1 284 | 1 292 | 1 329 | 1 294 | 1 291 | 1 350 | 1 325 |

| 1901  | 1906  | 1911  | 1921  | 1926  | 1931  | 1936  | 1946  | 1954  |
| ----- | ----- | ----- | ----- | ----- | ----- | ----- | ----- | ----- |
| 1 287 | 1 341 | 1 304 | 1 191 | 1 215 | 1 250 | 1 270 | 1 175 | 1 226 |

| 1962  | 1968  | 1975  | 1982  | 1990  | 1999  | 2005  | 2006  | 2010  |
| ----- | ----- | ----- | ----- | ----- | ----- | ----- | ----- | ----- |
| 1 237 | 1 194 | 1 159 | 1 174 | 1 206 | 1 295 | 1 451 | 1 469 | 1 571 |

| 2015  | 2020  | 2022  | - | - | - | - | - | - |
| ----- | ----- | ----- | - | - | - | - | - | - |
| 1 562 | 1 600 | 1 617 | - | - | - | - | - | - |

### Enseignement
Rattachée à l'académie de Grenoble, la commune héberge deux écoles primaires sur son territoire.
- L'école publique compte cinq classes et présente un effectif de cent-vingt élèves en 2018.
- L'école privée Saint-Exupéry compte trois classes en 2018.

### Équipement et événements sportifs
Le stade Joseph-Reboul, site communal, est composé de nombreux équipements à usage sportif et associatif dont une salle polyvalente, deux équipements pour la pratique de la boule lyonnaise et la pétanque situé en extérieur et un plateau d'éducation physique et sportive (pratique EPS).
Une salle de danse, un terrain de tennis et un site d'équitation sont également situés sur le territoire communal.

### Équipement et  manifestations culturelles
La médiathèque municipale
Cet équipement culturel public, dénommé « Médiathèque Esperluette », est situé dans l'espace Filature et permet aux abonnés d'emprunter des livres, des revues, des DVDs et des CDs.
Le micro Festival
L’association « Hautus’sac à sons » a organisé son micro festival de musique (groupes modernes locaux) dénommé « les pattes de sangliers » au château du Bousquet en avril 2018

### Vie associative
De nombreuses associations se retrouvent dans le village de Saint-Laurent du Pape, notamment :
- Les Papins en Fêtes, comités des fêtes papin ;
- Le CAP : Comité d'Animation papin, qui organise des activités diverses telles que des randonnées, la gym hebdomadaire pour adultes et enfants, le yoga hebdomadaire, le scrabble, la belote ou encore le tarot ;
- L'ACCA: Association Communale de Chasse Agréée
- La Boule Amicale (Boules Lyonnaises) ;
- Association Locale des Anciens Combattants et Victime de Guerre, qui organise les commémorations locales des 8 mai et 11 novembre[50].

### Santé
La commune héberge sur son territoire un cabinet de dentiste et un service d'infirmier(e)s à domicile. À la fin de l'année 2018, le médecin généraliste de Saint-Laurent-du-Pape est parti à la retraite, laissant la commune sans professionnels de santé à proximité.
Le centre hospitalier le plus proche de la commune est situé dans la commune voisine de La Voulte-sur-Rhône

### Bouddhisme
Le centre zen de la Falaise verte 
se trouve depuis 1987 à Saint-Laurent du Pape.

#### Culte catholique
Le territoire communal dépend de la paroisse de « Saint-Nicolas du Rhône » avec dix autres communes. Le siège de la paroisse est implanté à La Voulte-sur-Rhône où se situe la résidence du curé. Cette création s'est faite en 2022 par fusion et redéfinition des limites des paroisses « Saint-Jean du Pays de Privas », « Saint-François d'Ouvèze-Payre» et « Saint-Michel du Rhône »  .

#### Culte protestant
Le territoire communal dépendait de la région Centre-Alpes-Rhône de l'Église protestante unie de France jusqu'en 2016 et adhéré alors au mouvement de l'union nationale des Églises protestantes réformées évangéliques de France Le temple de la commune est toujours en activité en 2018.

### Médias

#### Presse locale
La mairie fait imprimer un petit journal local dénommé le Papin qui parait chaque trimestre. Ce magazine d'une trentaine de pages publie des informations municipales (délibérations du conseil municipal, révision du PLU) et d'autres informations liées aux fonctionnement des équipements locaux, des écoles et des associations de la commune.

#### Presse régionale
Deux journaux sont distribués dans les réseaux de presse desservant la commune :
- L'Hebdo de l'Ardèche est un journal hebdomadaire français basé à Valence. Il couvre l'actualité de tout le département de l'Ardèche.
- Le Dauphiné libéré est un journal quotidien de la presse écrite française régionale distribué dans la plupart des départements de l'ancienne région Rhône-Alpes, notamment l'Ardèche. La commune est située dans la zone d'édition de Privas-centre-Ardèche.

## Économie

### Emploi
Selon les chiffres de l'INSEE en 2015, l'emploi total (salarié et non salarié) au lieu de travail en 2015 s'élevait à 253 (dont part de l'emploi salarié au lieu de travail en % : 69,2).
Le taux annuel moyen entre 2010 et 2015 de la variation de l'emploi total au lieu de travail s'élevait à 2,5 %
Le taux d'activité des 2015 à 64 ans était de 79,1, tandis que le taux de chômage (des 15 à 24 ans) avoisinait 10,6.

### Fiscalité
En 2015, le nombre de ménages fiscaux s'élevait à 655.
La médiane du revenu disponible par une unité de consommation, en euros, était de 20 724.

### Secteur agricole
En 2015, la part de l'agriculture dans les établissements en 2015 s'élevait à 8,7 %.

### Secteur commercial
En 2017 s'est ouvert le premier bar restaurant de Saint-Laurent-du-Pape, Puzzles Gourmands, situé sur la place centrale. Il vient s'ajouter aux quelques commerces de première alimentation déjà présents : deux boulangeries, un boucher-charcutier, un traiteur (depuis 2017), et une épicerie. Depuis août 2020 le Bistrot de Saint-Laurent a pris sa place après une liquidation judiciaire. Depuis une équipe dynamique fait vivre les lieux en animant la place avec de petits événement en favorisant une cuisine économique et de qualité issu de produits principalement locaux.
On retrouve aussi dans la commune un institut de soin du corps et un salon de coiffure ; un bureau de poste et un bureau de tabac-presse.

### Secteur touristique
La commune est traversée par la Dolce Via, 90 km de voie aménagés dans la vallée de l'Eyrieux, lieu privilégié pour les balades à pied, en VTT ou VTC, et pour la découverte du paysage ardéchois et papin.
On retrouve aussi à Saint-Laurent-du-Pape quelques hébergements touristiques, notamment le camping de la Garenne, mais aussi plusieurs gîtes et chambres d'hôtes .

## Culture locale et patrimoine

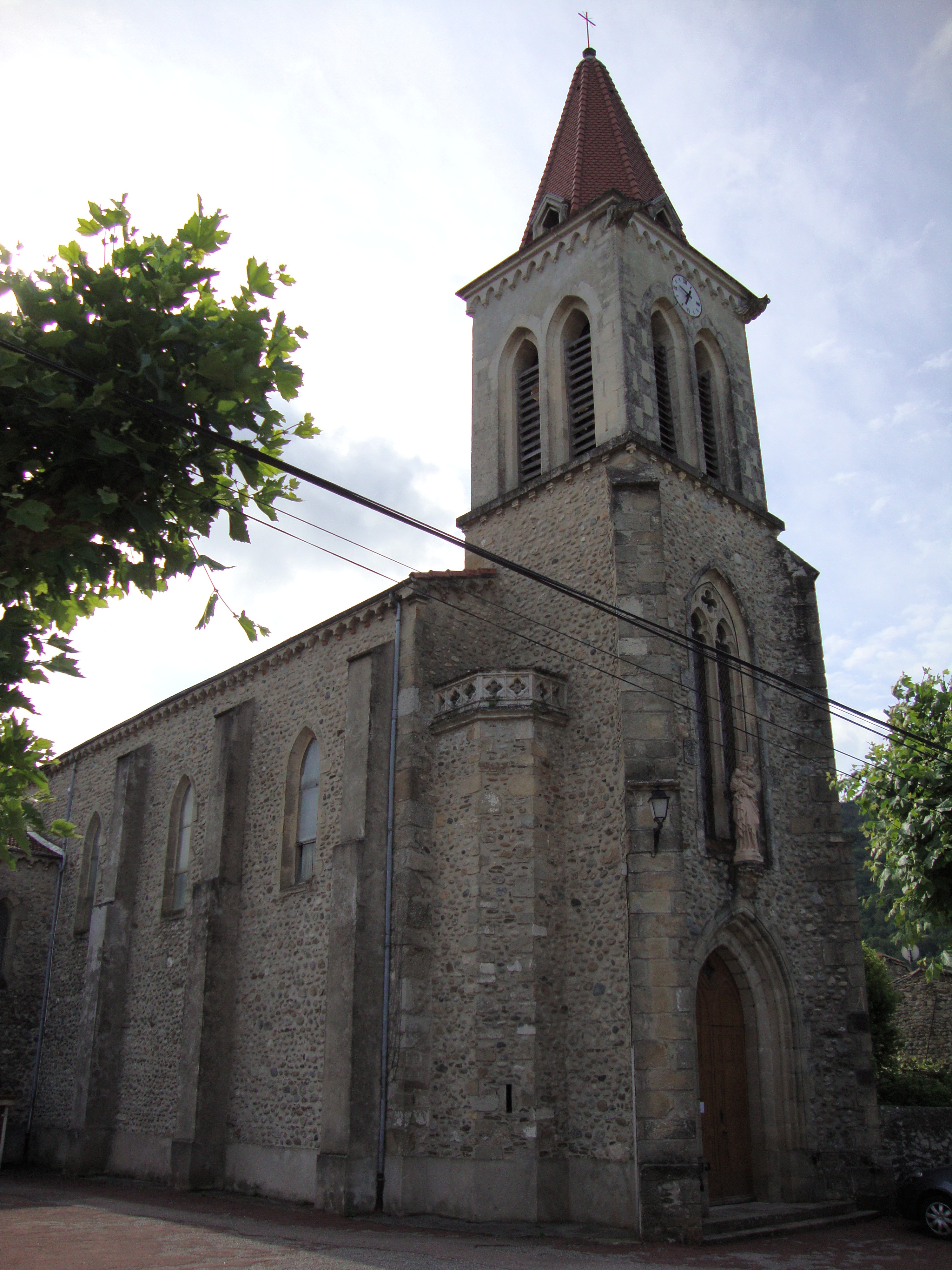
L'église catholique Saint-Laurent.

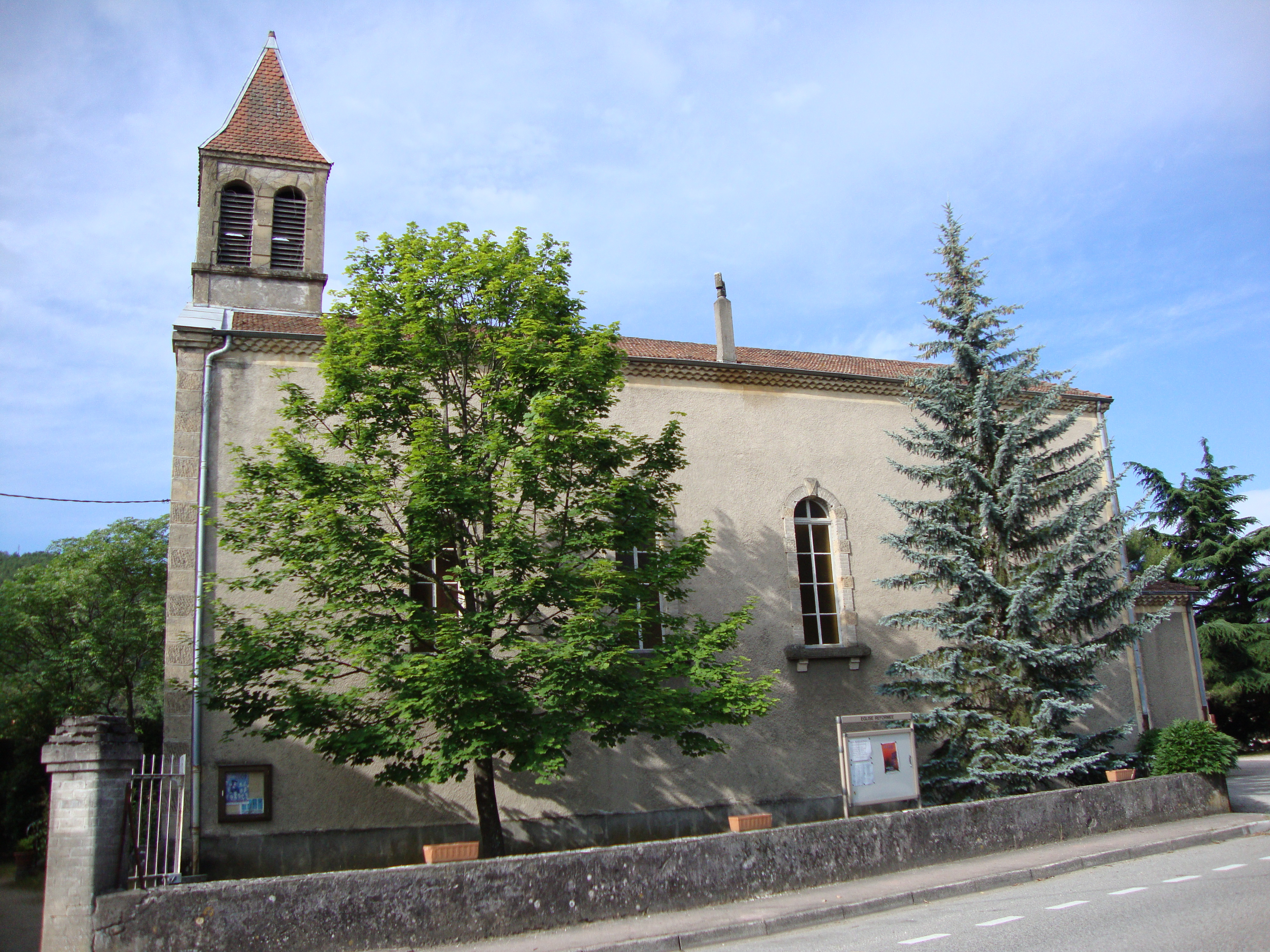
L'église réformée (temple).

### Patrimoine architectural

#### Église catholique Saint-Laurent
L’église actuelle a été édifiée entre 1861 et 1864. Dédiée à Saint-Laurent, patron de la commune, elle remplace, l'ancienne église qui datait de 1770.
Cette église possède en son sein, des tableaux de l’École lyonnaise : Sainte Philomène composée par Jules Guédy et Saint Joseph peinte par Anne François Jammot, celle-ci étant surmontée du blason de la famille d’Hautussac et de Pravieux. L’empereur Napoléon III a fait don de six autres tableaux à la paroisse, dont notamment, « la décollation de Jean-Baptiste » par Meissonier et surtout une magnifique copie de « la vierge au chapelet » de Murillo par Mathilde Demasur.
De nombreux travaux de restauration ont été effectués, notamment en 1965, en 1985 et en 2000.

#### Église réformée (Temple)
Le temple d’origine date probablement du XVIe siècle et bénéficié d'une modification en 1843 puis d'importantes réparations entre de 1882 et 1889. Un presbytère a été rajouté en 1883. L'édifice religieux a ensuite entièrement été refait entre 1905 et 1906 pour prendre sa forme actuelle.

#### Le château du Bousquet
Le château du Bousquet est situé à 400 mètres de la place du village. Ses façades et toitures sont inscrites à l'inventaire supplémentaire des monuments historiques depuis 1975. Il est racheté par la mairie le 27 avril 1994.
Le château de Pierregourde est détruit en 1630, et le château du Bousquet est érigé par Alexandre de la Marette, baron de Pierregourde dans la seconde partie du XVIe siècle, et remanié durant le premier quart du XVIIIe siècle.

#### Autres monuments et vestiges architecturaux
- Les vestiges du pont romain de Pontpierre[65].
- L'ancienne voie du chemin de fer CFD.

### Patrimoine culturel
La médiathèque municipale et le château Renaissance du Bousquet proposent des expositions locales à vocation artistiques (peintures, sculptures, photographies).

### Patrimoine naturel
La commune s'inscrit dans une zone naturelle d’intérêt écologique, faunistique et floristique (ZNIEFF) :
- ZNIEFF FR8201658 de la vallée de l'Eyrieux et ses affluents.